# Ступина (Олт)
Ступина (рум. Stupina) насеље је у Румунији у округу Олт у општини Карлогани. Oпштина се налази на надморској висини од 246 m.

## Становништво
Према подацима из 2002. године у насељу је живело 24 становника, од којих су сви румунске националности.